# Случайный вальс (фильм)
«Случайный вальс» — советский фильм 1990 года режиссёра Светланы Проскуриной по мотивам сценария Павла Финна.
Фильм — лауреат главного приза «Золотой леопард» Кинофестиваля в Локарно 1990 года.

## Сюжет
Татьяна Прокофьевна — немолодая женщина с привычками и повадками красавицы, но с несложившейся судьбой, живущая в провинциальном городке в обветшалом доме, приютила у себя дома трёх постояльцев — двух парней и одну девушку, у которых жизнь также не складывается…

## В ролях
- Алла Соколова — Татьяна Прокофьевна
- Алексей Серебряков — Сергей
- Татьяна Бондарева — Надя, девушка Сергея
- Сергей Парапанов — Гена
- Виктор Проскурин — Виктор Степанович
- Татьяна Рассказова — Анна, подруга Виктора Степановича
- Юрий Горин — Юрий, мужчина из ресторана
- Галина Бокашевская — Лена
- Ирина Основина — эпизод
- Вера Быкова-Пижель — эпизод

## Съёмки
Съёмки проходили в Рыбинске.

## О фильме
Как отмечала кинокритик Ирина Павлова, снятый в 1989 году на волне «перестройки» фильм сильно отличается от сценария — изменёно время действия (в сценарии события происходят в 1980 году), характер главной героини и её мотивы, что делает неясным сюжет фильма:

Вопрос, который так и остался без ответа: «про что этот фильм?» Про что был сценарий П. Финна, кажется, я понимала. Про что кино Проскуриной и Соколовой, полноправного соавтора режиссера? Не знаю. Разве — зачем он. Для чего.— кинокритик Ирина Павлова, журнал «Сеанс»
Любовь Аркус, заметив, что получение главного приза на кинофестивале в Локарно «по версии некоторых критически настроенных по отношению к фильму» произошло вовсе не из-за достоинств фильма, а из-за нахождения в жюри Александра Сокурова, с этим не согласилась:

Объяснять счастливый «Золотого Леопарда» только тогдашней модой на Russia и perestroyka было бы несправедливо по отношению к самому фильму и его автору. Светлана Проскурина — ученица Ильи Авербаха, и рассказанная ею в «Случайном вальсе» история немолодой хозяйки одинокого дома на отшибе и трех её юных постояльцев обнаруживала родственные связи с эмоциональной, нервной стилистикой Авербаха, от него же — интерес к изломанным женским характерам и судьбам.— Новейшая история отечественного кино: 1989—1991 / Любовь Аркус. — М.: СЕАНС, 2001. — 523 с. — с. 329
Киновед Сергей Кудрявцев, в 2019 году рассматривая фильмы Светланы Проскуриной, отметил его в числе наиболее удачных её работ, оценив фильм на 7 баллов из 10.